# Núi Chứa Chan
Núi Chứa Chan is met een hoogte van 800 meter boven de zeespiegel de op twee na hoogste berg in de Mekong-delta. De berg ligt in de Vietnamese provincie Đồng Nai.
De berg is vooral bekend vanwege de kalksteen dat er gewonnen wordt. Op een hoogte van 600 meter is de beroemde Chứa Chantempel. Deze tempel is te vinden op de zuidelijke flank van de berg en wordt vooral bezocht in de maanden januari en juli bij volle maan.